# 손근호
손근호(孫根鎬, 1980년 10월 11일 ~)는 대한민국의 정치인이다. 제7, 8대 울산광역시의회 의원을 지냈다. 부산광역시 출신이다.

## 학력
- 부산기계공업고등학교 졸업
- 동아대학교 기계공학과 졸업

## 경력
- 육군 제6보병사단 만기전역
- 현대자동차 울산공장 입사
- 전국금속노동조합 현대차지부 교육위원
- 더불어민주당 울산시당 청년위원회 위원장
- 더불어민주당 교육특별위원회 부위원장
- 울산시교육청 시민참여예산위원회 위원장
- 2018.07 ~ 2022.06 제7대 울산광역시의회 의원
- 2018.07 ~ 2020.07 제7대 울산광역시의회 전반기 교육위원회 위원
- 2018.07 ~ 2020.07 제7대 울산광역시의회 전반기 예산결산특별위원회 위원
- 2018.07 ~ 2020.07 제7대 울산광역시의회 전반기 에너지특별위원회 위원
- 2020.07 ~ 2022.06 제7대 울산광역시의회 후반기 교육위원회 위원장
- 2024.04 ~ 제8대 울산광역시의회 의원
- 2024.04 ~ 2024.07 제8대 울산광역시의회 전반기 환경복지위원회 위원
- 2024.07 ~ 제8대 울산광역시의회 후반기 윤리특별위원회 부위원장
- 2024.07 ~ 제8대 울산광역시의회 후반기 산업건설위원회 위원

## 역대 선거 결과
|  | 51.54% |

|  | 55.48% |